# 손말명
손말명은 한반도의 전설에서 나타나는 처녀귀신이다. 흔히 처녀귀신(處女鬼神)이라 부르며, 손각시라고 부르는 경우도 있다. 한이 되어 악귀로 화하여 주로 자기 또래의 혼기에 차 있는 처녀에게 붙어 괴롭히고 해를 입힌다. 특히 왕신은 집안을 망치기까지 하여 특별히 가신으로 모시기도 한다.

## 같이 보기
- 몽달귀
- 물귀신
- 달걀귀신